# 武蔵野東高等専修学校
武蔵野東高等専修学校（むさしのひがしこうとうせんしゅうがっこう）は東京都武蔵野市西久保に所在する私立高等専修学校（専修学校高等課程）。
3年制で「大学入学資格付与（高等学校卒業程度）指定校」とされており、卒業時には高等学校卒業程度として、高等学校卒業者と同様に大学や短期大学、専門学校（専修学校専門課程）などへ進学できる。

## 概要
「文化教養高等課程」という名称の高等課程のみを設置する専修学校。
武蔵野東学園の一貫校のひとつであり、障がいを持たない「健常児」のほか、自閉症をもつ「自閉症児」も在籍し活発に交流する場を設けている。
入学時には6つの専門コースのいずれかに在籍し、大学進学を希望する生徒は2年次後期から「大学受験コース」に在籍する。

## 教育課程
- 専修学校
  - 文化教養高等課程（高等課程）
    - 総合キャリア学科
      - 専門コース
        - 絵画コース
        - 陶芸コース
        - 体育コース
        - 調理・製菓コース
        - ファッションコース
        - 情報ビジネスコース

      - 大学受験コース（2年次後期から）

## 沿革

### 歴史
同学校法人で「学園の父」と呼ばれる北原勝平が武蔵野東技術高等専修学校という名称で開校した。

### 年表
- 1986年05月22日 武蔵野東技能高等専修学校 認可・開校
- 2014年04月01日 武蔵野東高等専修学校に名称変更